# COVERS:3
『COVERS:3』は、BENIの3枚目のカバー・アルバム。2013年12月18日にNAYUTAWAVE RECORDS/ユニバーサルミュージックよりリリースされた。
ライブアルバム『BENI Red LIVE TOUR 2013 〜TOUR FINAL 2013.10.06 at ZEPP DIVER CITY〜』と同時発売。

## 概要
前作より1年1か月ぶりとなるカバー・アルバム。2013年10月6日東京・Zepp DiverCity TOKYOで行われたライブツアー『BENI LIVE TOUR 2013 “Red”』の最終公演で発表された。
先行シングルとして2013年11月20日に「粉雪」が発売。
それまでのカヴァー・アルバム同様、男性ボーカル曲を全編英語でR&Bカバーされている。

### 仕様
「通常盤」「初回限定盤」の2形態で発売。初回限定盤には「粉雪」のミュージックビデオ、ライブツアーのドキュメンタリー映像及びライブ映像が収録されたDVDが付属する。

## チャート成績
2013年12月30日付のオリコン週間アルバムランキングでは初動2万6千枚を売り上げ、週間2位にランクインした。2022年4月現在4番目に売れたアルバム。

## 収録曲
1. 粉雪 / レミオロメン
編曲：Daisuke"D.I"Imai
2. 涙のキッス / サザンオールスターズ
編曲：村山晋一郎
3. 愛唄 / GReeeeN
編曲：UTA
4. 花 / ORANGE RANGE
編曲：UTA
5. 全力少年 / スキマスイッチ
編曲：UTA
6. ワインレッドの心 / 安全地帯
7. 楓 / スピッツ
編曲：mabanua
8. WON'T BE LONG / バブルガムブラザーズ
編曲：Daisuke"D.I"Imai
9. RUN AWAY / シャネルズ
編曲：SWING-O a.k.a. 45
10. 島人ぬ宝 / BEGIN
編曲：mabanua
11. WOW WAR TONIGHT 〜時には起こせよムーヴメント / H Jungle with t
編曲：UTA